# Regola del Maestro

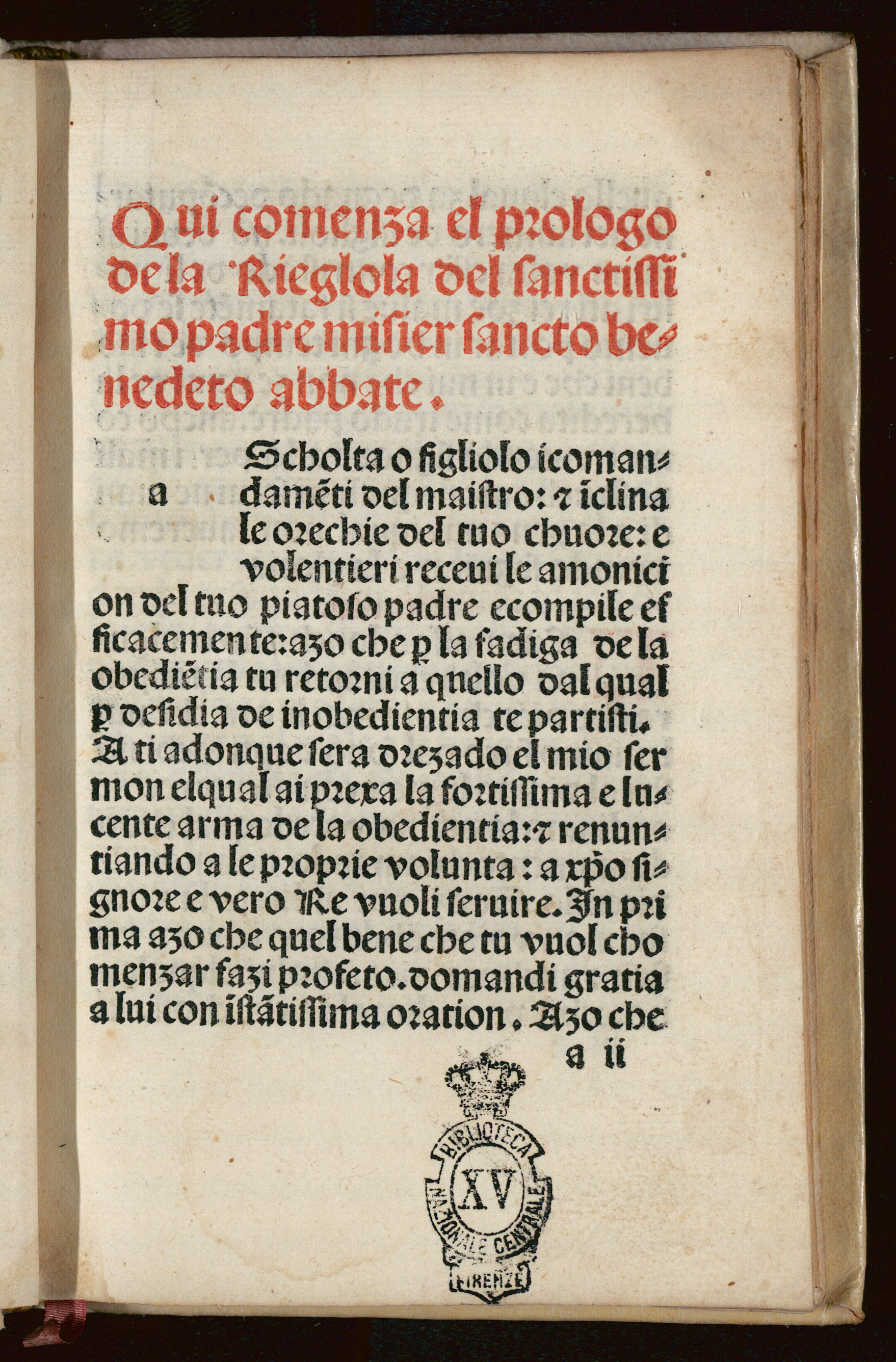
Prologo della Regula

La Regola del Maestro (in latino Regula Magistri) è un'antica regola monastica di autore anonimo, databile probabilmente al primo quarto del VI secolo.

## Rapporti tra il Maestro e Benedetto
In passato poco considerata e interpretata come un ampliamento della Regola benedettina, la sua importanza è stata rivalutata specialmente riguardo al rapporto che essa intrattiene con la regola di Benedetto: attualmente gli storici sono perlopiù concordi nel ritenerla, al contrario della tradizionale interpretazione, la fonte primaria di quest'ultima.
Le due regole mostrano una forte somiglianza nelle prime due parti, mentre la terza è presente solo nella regola del Maestro, molto più lunga di quella benedettina (circa tre volte tanto).
Gli studi recenti hanno dimostrato che essa fu scritta in maniera organica ed originale, ma con un approccio molto differente dalla correlata regola benedettina, che è molto più pragmatica e sintetica e molto più attenta all'applicazione pratica dei precetti nella vita monastica. Anche la prescrizione del lavoro, centrale nella regola di Benedetto, non è ancora presente. La datazione è collocabile agli inizi del VI secolo, probabilmente tra il 500 e il 530 circa, e cioè tra la datazione della Vita S. Silvestri (di cui si notano tracce nella regola) e la morte di Eugippio, che invece ne riutilizza alcuni brani nella regola a lui attribuita.
La Regula Magistri fu probabilmente scritta nell'Italia centro-meridionale, specificamente in Campania, e fu forse utilizzata all'interno del Protocenobio di San Sebastiano, presso Alatri.